# ГЕС Інавасіро I
ГЕС Інавасіро I (猪苗代第一発電所) – гідроелектростанція в Японії на острові Хонсю. Знаходячись перед Інавасіро II (37,5 МВт), становить верхній ступінь каскаду на річці Ніппаші, яка дренує четверте за розмірами озеро країни Інавасіро та впадає праворуч до річки Агано (має устя на узбережжі Японського моря на північній околиці міста Ніїґата).
На початку 1910-х років Ніппаші перекрили бетонною водозабірною греблею, котра дозволила організувати в Інавасіро коливання рівня поверхні в діапазоні 1,9 метра, що, враховуючи його велику площу – 104 км2, перетворило цю водойму на резервуар для гідроенергетики. В 1940-му по лівобережжю Ніппаші проклали канал довжиною 0,5 км та тунель довжиною 0,7 км, котрі дозволили збільшити діапазон коливань до 3,2 метра. Перекинута цим шляхом вода далі спрямовується греблею до дериваційної траси, котра так само прямує по лівобережжю та включає канал довжиною 1,6 км з шириною від 13 до 16 метрів та глибиною 6 метрів, а також тунель і акведук довжиною біля 0,3 км кожен.
Після верхнього балансувального басейну розмірами 35х37 метрів та глибиною до 7 метрів починаються шість напірних водоводів довжиною по 0,42 км зі спадаючим діаметром від 2,7 до 1,9 метра.
Основне обладнання станції становлять чотири турбіни типу Френсіс загальною потужністю 68,6 МВт (номінальна потужність станції рахується як 62,4 МВт), які використовують напір у 106 метрів.
Відпрацьована вода по відвідному каналу довжиною 0,1 км повертається до Ніппаші.
Видача продукції відбувається по ЛЕП, розрахованій на роботу під напругою 110 кВ.